# Manuele III di Trebisonda
Manuele III Comneno di Trebisonda, in greco Μανουήλ Γ΄ Μέγας Κομνηνός?, Manouēl III Megas Komnēnos (16 dicembre 1364 – 5 marzo 1417), fu imperatore di Trebisonda dal 20 marzo 1390 fino alla sua morte.
Era figlio dell'Imperatore Alessio III di Trebisonda e di Teodora Cantacuzena.

## Biografia
Manuele diventò coimperatore nel 1377, dopo la morte di suo fratello primogenito, Basilico. Lo stesso anno Manuele sposò Gulkhan-Eudocia, la vedova di suo fratello più anziano Andronico. Nel 1395 Manuele si sposò per la seconda volta, con Anna Filantropena, la figlia del re Davide IX di Georgia.
Manuele III Comneno diventò imperatore nel 1390. Nel 1391 e nel 1396 confermò i privilegi ai veneziani, comunque i suoi rapporti con i genovesi erano sforzati ed entrò in conflitto nel 1416. Tamerlano arrivò in Asia minore nel 1402, mentre gli ottomani stavano invadendo la frontiera occidentale dell'Impero di Trebisonda. Tamerlano chiese a Manuele, di attaccare gli ottomani, ma l'esercito di Trebisonda stava combattendo già contro i latini, e non poteva permettersi di dividere le forze, e l'Imperatore se la cavò contribuendo a dare rifornimenti di cibo all'esercito di Tamerlano. La battaglia di Ancyra combattuta nel 1402 che come conseguenze vide la sconfitta del sultano Bayezid I fu un beneficio per impero di Trebizonda, perché ora l'espansione ottomana non era più una minaccia.
Quando Tamerlano lasciò l'Asia minore nel 1403, si staccò per un momento dal suo esercito per andare a visitare la città di Giresun, l'antica Cerasunte, probabilmente era stata devasta da Melissenos e Oinaion. Soltanto le montagne intorno a Giresun avevano impedito ai turchi di avanzare, altrimenti avrebbero rischiato di finire in un'imboscata. Tamerlano ordinò a suo nipote Mirza Halil di prendersi cura degli affari dell'Armenia, di Trebisonda e della Georgia, ma con la morte di Tamerlano ad Halil nel 1405 i mongoli si ritirarono dai territori che avevano conquistato.
I successivi anni del regno di Manuele ebbe molti litigi col figlio Alessio IV di Trebisonda, anche se Manuele lo aveva associato nell'autorità con il titolo di despota. Manuele ebbe per un certo tempo spesso a suo servizio un giovane. Il favore che Manuele aveva per lui, tuttavia, destava la rabbia del aristocrazia di Trebisonda, che si riversava contro il favorito di Manuele. Allo stesso tempo, Alessio, che voleva conquistare il trono, alzò la bandierina della sommossa e richiedeva che il favorito fosse bandito. I nobili lo appoggiavano assediando Manuele nella cittadella superiore, infine forzandolo a bandire il favorito dal palazzo. Manuele accettò, e allora la gente si disperse, ma Alessio, che ancora stava cercando di prendere il trono, fu costretto a riconciliarsi con il padre.
Manuele III morì nel marzo del 1417 e gli succedette Alessio IV Comneno.
L'ambasciatore di Tamerlano, Ruy González de Clavijo, fu ricevuto da Manuele nell'aprile del 1404 e Tamerlano gli aveva mandato a dire:
(Tamerlano)

## Ascendenza
|                           |   |                   | Genitori      |  |  | Nonni |  |  | Bisnonni                 |  |  | Trisnonni                 |  |
|                           |   |                   |               |  |  |       |  |  | Alessio II di Trebisonda |  |  | Giovanni II di Trebisonda |  |
|                           |   |                   |               |  |  |       |  |  | Alessio II di Trebisonda |  |  | Giovanni II di Trebisonda |  |
|                           |   | Eudocia Paleologa |               |  |  |       |  |  | Alessio II di Trebisonda |  |  |                           |  |
| Basilio di Trebisonda     |   |                   |               |  |  |       |  |  | Alessio II di Trebisonda |  |  |                           |  |
|                           |   | Jiajak Jaqeli     | Beka I Jaqeli |  |  |       |  |  |                          |  |  |                           |  |
|                           |   | Jiajak Jaqeli     | Beka I Jaqeli |  |  |       |  |  |                          |  |  |                           |  |
|                           |   | Jiajak Jaqeli     | …             |  |  |       |  |  |                          |  |  |                           |  |
| Alessio III di Trebisonda |   | Jiajak Jaqeli     |               |  |  |       |  |  |                          |  |  |                           |  |
|                           |   | …                 | …             |  |  |       |  |  |                          |  |  |                           |  |
|                           |   | …                 | …             |  |  |       |  |  |                          |  |  |                           |  |
|                           |   | …                 | …             |  |  |       |  |  |                          |  |  |                           |  |
| Irene di Trebisonda       |   | …                 |               |  |  |       |  |  |                          |  |  |                           |  |
|                           |   | …                 | …             |  |  |       |  |  |                          |  |  |                           |  |
|                           |   | …                 | …             |  |  |       |  |  |                          |  |  |                           |  |
|                           |   | …                 | …             |  |  |       |  |  |                          |  |  |                           |  |
| Manuele III di Trebisonda |   | …                 |               |  |  |       |  |  |                          |  |  |                           |  |
|                           | … | …                 |               |  |  |       |  |  |                          |  |  |                           |  |
|                           | … | …                 |               |  |  |       |  |  |                          |  |  |                           |  |
|                           | … | …                 |               |  |  |       |  |  |                          |  |  |                           |  |
| Niceforo Cantacuzeno      | … |                   |               |  |  |       |  |  |                          |  |  |                           |  |
|                           |   | …                 | …             |  |  |       |  |  |                          |  |  |                           |  |
|                           |   | …                 | …             |  |  |       |  |  |                          |  |  |                           |  |
|                           |   | …                 | …             |  |  |       |  |  |                          |  |  |                           |  |
| Teodora Cantacuzena       |   | …                 |               |  |  |       |  |  |                          |  |  |                           |  |
|                           |   | …                 | …             |  |  |       |  |  |                          |  |  |                           |  |
|                           |   | …                 | …             |  |  |       |  |  |                          |  |  |                           |  |
|                           |   | …                 | …             |  |  |       |  |  |                          |  |  |                           |  |
| …                         |   | …                 |               |  |  |       |  |  |                          |  |  |                           |  |
|                           |   | …                 | …             |  |  |       |  |  |                          |  |  |                           |  |
|                           |   | …                 | …             |  |  |       |  |  |                          |  |  |                           |  |
|                           |   | …                 | …             |  |  |       |  |  |                          |  |  |                           |  |
|                           |   | …                 |               |  |  |       |  |  |                          |  |  |                           |  |